# Johann Gottfried Olearius (1635-1711)
Johann Gottfried Olearius (1635-1711) (* Halle (Saale), 28 de Setembro de 1635 † Arnstadt, 21 de Maio de 1711) foi um teólogo evangélico e historiador da igreja alemão. Era filho de Gottfried Olearius (1604–1685) e irmão do téologo luterano Johannes Olearius (1639-1713). Foi pastor, superintendente e deu aulas de teologia no ginásio de Arnstadt de 1688 até sua morte.

## Obras
- Lutherus Germaniae modernae periclantis Helias. 1663
- Ehren-Rettung contra D. Johann Schefflern. 1664
- Primitiae poeticae, Poetische Erstlinge, an Geistlichen Deutschen Liedern. Halle 1664 (mais tarde intitulado: Kirchliche Singe-Lust)
- Hyacinth-Betrachtungen. 1665
- Augustinische Andachts-Flamme. 1666
- Offenbahrer Beweis, dass M. Luther zu des Pabstthums Reformation rechtmässig beruffen. 1666
- Trost, wider die Hiobs-Posten. 1668
- Geistliches Seelen-Paradiss und Lust-Garten. 1669
- Scrinium Anitquarium. 1671
- Abacus patrologicus sive primitivae usque ad reformationis a theandro Luthero peractae periodum, Ecclesiae christinae patrum atque doctorum alphabetica enumeratio atque in Patrologiae Joh. Gerhardi supplementum succincte instituta labore ac studio. Jena 1673, 2ª edição ampliada Bibliotheca scriptorum ecclesiasticorum. editada pelo seu filho Johann Gottlieb Olearius (1684–1734), Jena 1711
- Coemiterium saxo-hallense, das ist, des wohlerbauten Gottes-Ackers der löblichen Stadt Hall in Saxen Beschreibung, darinnen die fürnembsten Grabmale und dero meistlich-denckwürdige Schrifften mit Fleis zusammen gebracht und sampt einem Anhang, der denckwürdigsten Grabmale, so in unterschiedlichen Kirchen in- und ausserhalb der Stadt Halle zu sehen. Wittenberg, 1674
- Vorblick des erfreulichen Wiedersehens im Ewigen leben., 1677
- Eröffnete Himmelspforte. Leipzig 1679
- Brotuff, Chronica von den Saltz-Bornen und Erbauung der Stadt Halle. 1679
- Tägliches Bet-Lied. 1686
- Kirchliche Singe-Lust. Arnstadt, 2ª. edição, 1697 (70 hinos)
- Die geistliche Psalm-Lust. 1698